# Jan Tristan van Frankrijk
Jan Tristan van Frankrijk ook gekend als Jan Tristan van Valois (Damietta, 8 april 1250 - Tunis, 3 augustus 1270) was van 1268 tot aan zijn dood graaf van Valois en van 1265 tot aan zijn dood graaf iure uxoris van Nevers. Hij behoorde tot het huis Capet.

## Levensloop
Jan Tristan werd geboren als het zesde kind en de vierde zoon van koning Lodewijk IX van Frankrijk en diens echtgenote Margaretha van Provence, dochter van graaf Raymond Berengarius V van Provence. Hij was bovendien de eerste van drie kinderen van het echtpaar dat geboren werd tijdens de Zevende Kruistocht. Hij werd namelijk geboren in de Egyptische havenstad Damietta, die in 1249 door de kruisvaarders werd veroverd. Hij werd gedoopt in de grote moskee van de stad, die door de kruisvaarders tot kerk was gewijd. Jan Tristan bracht zijn eerste levensjaren door in Palestina, totdat zijn familie in 1254 terugkeerde naar Frankrijk.
Zijn vader wilde dat Jan toetrad tot de Orde der Dominicanen, maar hij kon zich hier succesvol tegen verzetten. Vervolgens huwde hij in 1266 met gravin Yolande II van Nevers (1247-1280), waardoor hij graaf iure uxoris van Nevers werd. In 1268 werd hij door zijn vader benoemd tot graaf van Valois en Crépy.
In 1270 begeleidde Jan Tristan zijn vader bij de Achtste Kruistocht. Toen het leger in juli 1270 Tunis bereikte, werd het echter getroffen door een dysenterie-epidemie. Jan Tristan raakte ook besmet en stierf op 3 augustus, terwijl zijn vader drie weken later bezweek aan dezelfde ziekte. Beide lichamen werden overgebracht naar Frankrijk en bijgezet in de Kathedraal van Saint-Denis.
Zijn huwelijk was kinderloos gebleven, terwijl het graafschap Valois terugkeerde naar de Franse kroon. 

## Voorouders
| Filips II van Frankrijk (1165-1223) | Filips II van Frankrijk (1165-1223) | Filips II van Frankrijk (1165-1223) | Filips II van Frankrijk (1165-1223) | Filips II van Frankrijk (1165-1223)     | Filips II van Frankrijk (1165-1223)     | Isabella van Henegouwen (1170-1190)     | Isabella van Henegouwen (1170-1190)     | Isabella van Henegouwen (1170-1190)     | Isabella van Henegouwen (1170-1190)     | Isabella van Henegouwen (1170-1190)   | Isabella van Henegouwen (1170-1190)   |                                       |                                       | Alfons VIII van Castilië (1155-1214)  | Alfons VIII van Castilië (1155-1214)  | Alfons VIII van Castilië (1155-1214) | Alfons VIII van Castilië (1155-1214) | Alfons VIII van Castilië (1155-1214) | Alfons VIII van Castilië (1155-1214) | Eleonora van Engeland (1162-1214)  | Eleonora van Engeland (1162-1214)  | Eleonora van Engeland (1162-1214) | Eleonora van Engeland (1162-1214) | Eleonora van Engeland (1162-1214) | Eleonora van Engeland (1162-1214) |                                 |                                 | Alfons II van Provence (1180-1209) | Alfons II van Provence (1180-1209) | Alfons II van Provence (1180-1209) | Alfons II van Provence (1180-1209) | Alfons II van Provence (1180-1209)             | Alfons II van Provence (1180-1209)             | Gersindis van Forcalquier (1180-1242)          | Gersindis van Forcalquier (1180-1242)          | Gersindis van Forcalquier (1180-1242)          | Gersindis van Forcalquier (1180-1242)          | Gersindis van Forcalquier (1180-1242) | Gersindis van Forcalquier (1180-1242) |                                     |                                     | Thomas I van Savoye (1180-1223)     | Thomas I van Savoye (1180-1223)     | Thomas I van Savoye (1180-1223) | Thomas I van Savoye (1180-1223) | Thomas I van Savoye (1180-1223) | Thomas I van Savoye (1180-1223) | Beatrix van Genève (ca. 1180-1252) | Beatrix van Genève (ca. 1180-1252) | Beatrix van Genève (ca. 1180-1252) | Beatrix van Genève (ca. 1180-1252) | Beatrix van Genève (ca. 1180-1252) | Beatrix van Genève (ca. 1180-1252) |  |  |  |  |  |  |  |  |  |  |  |  |  |  |  |  |  |  |  |  |  |  |  |  |  |  |  |  |  |  |  |  |  |  |  |  |  |  |  |  |  |  |  |  |  |  |  |  |
| Filips II van Frankrijk (1165-1223) | Filips II van Frankrijk (1165-1223) | Filips II van Frankrijk (1165-1223) | Filips II van Frankrijk (1165-1223) | Filips II van Frankrijk (1165-1223)     | Filips II van Frankrijk (1165-1223)     | Isabella van Henegouwen (1170-1190)     | Isabella van Henegouwen (1170-1190)     | Isabella van Henegouwen (1170-1190)     | Isabella van Henegouwen (1170-1190)     | Isabella van Henegouwen (1170-1190)   | Isabella van Henegouwen (1170-1190)   |                                       |                                       | Alfons VIII van Castilië (1155-1214)  | Alfons VIII van Castilië (1155-1214)  | Alfons VIII van Castilië (1155-1214) | Alfons VIII van Castilië (1155-1214) | Alfons VIII van Castilië (1155-1214) | Alfons VIII van Castilië (1155-1214) | Eleonora van Engeland (1162-1214)  | Eleonora van Engeland (1162-1214)  | Eleonora van Engeland (1162-1214) | Eleonora van Engeland (1162-1214) | Eleonora van Engeland (1162-1214) | Eleonora van Engeland (1162-1214) |                                 |                                 | Alfons II van Provence (1180-1209) | Alfons II van Provence (1180-1209) | Alfons II van Provence (1180-1209) | Alfons II van Provence (1180-1209) | Alfons II van Provence (1180-1209)             | Alfons II van Provence (1180-1209)             | Gersindis van Forcalquier (1180-1242)          | Gersindis van Forcalquier (1180-1242)          | Gersindis van Forcalquier (1180-1242)          | Gersindis van Forcalquier (1180-1242)          | Gersindis van Forcalquier (1180-1242) | Gersindis van Forcalquier (1180-1242) |                                     |                                     | Thomas I van Savoye (1180-1223)     | Thomas I van Savoye (1180-1223)     | Thomas I van Savoye (1180-1223) | Thomas I van Savoye (1180-1223) | Thomas I van Savoye (1180-1223) | Thomas I van Savoye (1180-1223) | Beatrix van Genève (ca. 1180-1252) | Beatrix van Genève (ca. 1180-1252) | Beatrix van Genève (ca. 1180-1252) | Beatrix van Genève (ca. 1180-1252) | Beatrix van Genève (ca. 1180-1252) | Beatrix van Genève (ca. 1180-1252) |  |  |  |  |  |  |  |  |  |  |  |  |  |  |  |  |  |  |  |  |  |  |  |  |  |  |  |  |  |  |  |  |  |  |  |  |  |  |  |  |  |  |  |  |  |  |  |  |
|                                     |                                     |                                     |                                     |                                         |                                         |                                         |                                         |                                         |                                         |                                       |                                       |                                       |                                       |                                       |                                       |                                      |                                      |                                      |                                      |                                    |                                    |                                   |                                   |                                   |                                   |                                 |                                 |                                    |                                    |                                    |                                    |                                                |                                                |                                                |                                                |                                                |                                                |                                       |                                       |                                     |                                     |                                     |                                     |                                 |                                 |                                 |                                 |                                    |                                    |                                    |                                    |                                    |                                    |  |  |  |  |  |  |  |  |  |  |  |  |  |  |  |  |  |  |  |  |  |  |  |  |  |  |  |  |  |  |  |  |  |  |  |  |  |  |  |  |  |  |  |  |  |  |  |  |
|                                     |                                     |                                     |                                     | Lodewijk VIII van Frankrijk (1187–1226) | Lodewijk VIII van Frankrijk (1187–1226) | Lodewijk VIII van Frankrijk (1187–1226) | Lodewijk VIII van Frankrijk (1187–1226) | Lodewijk VIII van Frankrijk (1187–1226) | Lodewijk VIII van Frankrijk (1187–1226) |                                       |                                       |                                       |                                       |                                       |                                       | Blanca van Castilië (1188-1252)      | Blanca van Castilië (1188-1252)      | Blanca van Castilië (1188-1252)      | Blanca van Castilië (1188-1252)      | Blanca van Castilië (1188-1252)    | Blanca van Castilië (1188-1252)    |                                   |                                   |                                   |                                   |                                 |                                 |                                    |                                    |                                    |                                    | Raymond Berengarius V van Provence (1198-1245) | Raymond Berengarius V van Provence (1198-1245) | Raymond Berengarius V van Provence (1198-1245) | Raymond Berengarius V van Provence (1198-1245) | Raymond Berengarius V van Provence (1198-1245) | Raymond Berengarius V van Provence (1198-1245) |                                       |                                       |                                     |                                     |                                     |                                     | Beatrix van Savoye (1205-1266)  | Beatrix van Savoye (1205-1266)  | Beatrix van Savoye (1205-1266)  | Beatrix van Savoye (1205-1266)  | Beatrix van Savoye (1205-1266)     | Beatrix van Savoye (1205-1266)     |                                    |                                    |                                    |                                    |  |  |  |  |  |  |  |  |  |  |  |  |  |  |  |  |  |  |  |  |  |  |  |  |  |  |  |  |  |  |  |  |  |  |  |  |  |  |  |  |  |  |  |  |  |  |  |  |
|                                     |                                     |                                     |                                     | Lodewijk VIII van Frankrijk (1187–1226) | Lodewijk VIII van Frankrijk (1187–1226) | Lodewijk VIII van Frankrijk (1187–1226) | Lodewijk VIII van Frankrijk (1187–1226) | Lodewijk VIII van Frankrijk (1187–1226) | Lodewijk VIII van Frankrijk (1187–1226) |                                       |                                       |                                       |                                       |                                       |                                       | Blanca van Castilië (1188-1252)      | Blanca van Castilië (1188-1252)      | Blanca van Castilië (1188-1252)      | Blanca van Castilië (1188-1252)      | Blanca van Castilië (1188-1252)    | Blanca van Castilië (1188-1252)    |                                   |                                   |                                   |                                   |                                 |                                 |                                    |                                    |                                    |                                    | Raymond Berengarius V van Provence (1198-1245) | Raymond Berengarius V van Provence (1198-1245) | Raymond Berengarius V van Provence (1198-1245) | Raymond Berengarius V van Provence (1198-1245) | Raymond Berengarius V van Provence (1198-1245) | Raymond Berengarius V van Provence (1198-1245) |                                       |                                       |                                     |                                     |                                     |                                     | Beatrix van Savoye (1205-1266)  | Beatrix van Savoye (1205-1266)  | Beatrix van Savoye (1205-1266)  | Beatrix van Savoye (1205-1266)  | Beatrix van Savoye (1205-1266)     | Beatrix van Savoye (1205-1266)     |                                    |                                    |                                    |                                    |  |  |  |  |  |  |  |  |  |  |  |  |  |  |  |  |  |  |  |  |  |  |  |  |  |  |  |  |  |  |  |  |  |  |  |  |  |  |  |  |  |  |  |  |  |  |  |  |
|                                     |                                     |                                     |                                     |                                         |                                         |                                         |                                         |                                         |                                         | Lodewijk IX van Frankrijk (1214-1270) | Lodewijk IX van Frankrijk (1214-1270) | Lodewijk IX van Frankrijk (1214-1270) | Lodewijk IX van Frankrijk (1214-1270) | Lodewijk IX van Frankrijk (1214-1270) | Lodewijk IX van Frankrijk (1214-1270) |                                      |                                      |                                      |                                      |                                    |                                    |                                   |                                   |                                   |                                   |                                 |                                 |                                    |                                    |                                    |                                    |                                                |                                                |                                                |                                                |                                                |                                                | Margaretha van Provence (1221-1295)   | Margaretha van Provence (1221-1295)   | Margaretha van Provence (1221-1295) | Margaretha van Provence (1221-1295) | Margaretha van Provence (1221-1295) | Margaretha van Provence (1221-1295) |                                 |                                 |                                 |                                 |                                    |                                    |                                    |                                    |                                    |                                    |  |  |  |  |  |  |  |  |  |  |  |  |  |  |  |  |  |  |  |  |  |  |  |  |  |  |  |  |  |  |  |  |  |  |  |  |  |  |  |  |  |  |  |  |  |  |  |  |
|                                     |                                     |                                     |                                     |                                         |                                         |                                         |                                         |                                         |                                         | Lodewijk IX van Frankrijk (1214-1270) | Lodewijk IX van Frankrijk (1214-1270) | Lodewijk IX van Frankrijk (1214-1270) | Lodewijk IX van Frankrijk (1214-1270) | Lodewijk IX van Frankrijk (1214-1270) | Lodewijk IX van Frankrijk (1214-1270) |                                      |                                      |                                      |                                      |                                    |                                    |                                   |                                   |                                   |                                   |                                 |                                 |                                    |                                    |                                    |                                    |                                                |                                                |                                                |                                                |                                                |                                                | Margaretha van Provence (1221-1295)   | Margaretha van Provence (1221-1295)   | Margaretha van Provence (1221-1295) | Margaretha van Provence (1221-1295) | Margaretha van Provence (1221-1295) | Margaretha van Provence (1221-1295) |                                 |                                 |                                 |                                 |                                    |                                    |                                    |                                    |                                    |                                    |  |  |  |  |  |  |  |  |  |  |  |  |  |  |  |  |  |  |  |  |  |  |  |  |  |  |  |  |  |  |  |  |  |  |  |  |  |  |  |  |  |  |  |  |  |  |  |  |
|                                     |                                     |                                     |                                     |                                         |                                         |                                         |                                         |                                         |                                         |                                       |                                       |                                       |                                       |                                       |                                       |                                      |                                      |                                      |                                      |                                    |                                    |                                   |                                   |                                   |                                   |                                 |                                 |                                    |                                    |                                    |                                    |                                                |                                                |                                                |                                                |                                                |                                                |                                       |                                       |                                     |                                     |                                     |                                     |                                 |                                 |                                 |                                 |                                    |                                    |                                    |                                    |                                    |                                    |  |  |  |  |  |  |  |  |  |  |  |  |  |  |  |  |  |  |  |  |  |  |  |  |  |  |  |  |  |  |  |  |  |  |  |  |  |  |  |  |  |  |  |  |  |  |  |  |
|                                     |                                     |                                     |                                     |                                         |                                         |                                         |                                         |                                         |                                         |                                       |                                       |                                       |                                       |                                       |                                       |                                      |                                      |                                      |                                      |                                    |                                    |                                   |                                   |                                   |                                   |                                 |                                 |                                    |                                    |                                    |                                    |                                                |                                                |                                                |                                                |                                                |                                                |                                       |                                       |                                     |                                     |                                     |                                     |                                 |                                 |                                 |                                 |                                    |                                    |                                    |                                    |                                    |                                    |  |  |  |  |  |  |  |  |  |  |  |  |  |  |  |  |  |  |  |  |  |  |  |  |  |  |  |  |  |  |  |  |  |  |  |  |  |  |  |  |  |  |  |  |  |  |  |  |
| Isabella Capet (1242-1271)          | Isabella Capet (1242-1271)          | Isabella Capet (1242-1271)          | Isabella Capet (1242-1271)          | Isabella Capet (1242-1271)              | Isabella Capet (1242-1271)              |                                         |                                         | Filips III van Frankrijk (1245-1285)    | Filips III van Frankrijk (1245-1285)    | Filips III van Frankrijk (1245-1285)  | Filips III van Frankrijk (1245-1285)  | Filips III van Frankrijk (1245-1285)  | Filips III van Frankrijk (1245-1285)  |                                       |                                       | Jan Tristan van Valois (1250-1270)   | Jan Tristan van Valois (1250-1270)   | Jan Tristan van Valois (1250-1270)   | Jan Tristan van Valois (1250-1270)   | Jan Tristan van Valois (1250-1270) | Jan Tristan van Valois (1250-1270) |                                   |                                   | Peter I van Alençon (1251-1284)   | Peter I van Alençon (1251-1284)   | Peter I van Alençon (1251-1284) | Peter I van Alençon (1251-1284) | Peter I van Alençon (1251-1284)    | Peter I van Alençon (1251-1284)    |                                    |                                    | Blanche van Frankrijk (1252-1310)              | Blanche van Frankrijk (1252-1310)              | Blanche van Frankrijk (1252-1310)              | Blanche van Frankrijk (1252-1310)              | Blanche van Frankrijk (1252-1310)              | Blanche van Frankrijk (1252-1310)              |                                       |                                       | Robert van Clermont (1256-1317)     | Robert van Clermont (1256-1317)     | Robert van Clermont (1256-1317)     | Robert van Clermont (1256-1317)     | Robert van Clermont (1256-1317) | Robert van Clermont (1256-1317) |                                 |                                 | 3 zusters en 2 broers              | 3 zusters en 2 broers              | 3 zusters en 2 broers              | 3 zusters en 2 broers              | 3 zusters en 2 broers              | 3 zusters en 2 broers              |  |  |  |  |  |  |  |  |  |  |  |  |  |  |  |  |  |  |  |  |  |  |  |  |  |  |  |  |  |  |  |  |  |  |  |  |  |  |  |  |  |  |  |  |  |  |  |  |